# Кропівно
Кропівно (пол. Kropiwno) — село в Польщі, у гміні Домброва-Білостоцька Сокульського повіту Підляського воєводства.
Населення — 121 особа (2011).
У 1975-1998 роках село належало до Білостоцького воєводства.

## Демографія
Демографічна структура станом на 31 березня 2011 року:
|          | Загалом | Допрацездатний вік | Працездатний вік | Постпрацездатний вік |
| -------- | ------- | ------------------ | ---------------- | -------------------- |
| Чоловіки | 61      | 12                 | 36               | 13                   |
| Жінки    | 60      | 9                  | 26               | 25                   |
| Разом    | 121     | 21                 | 62               | 38                   |